# Teej
Teej (en hindi: तीज) es una fiesta celebrada en muchos estados de la India y en el Nepal. 
Literalmente, "teej" significa "tercero", Teej cae en el tercer día después de la luna nueva(Amavasya) y en el tercer día después de la luna llena de cada mes. Sin embargo, según la mitología hindú, el tercer día después de la luna nueva o Amavasya del mes hinduista Shraavana (श्रावण) es el Teej más importante, pues es cuando la diosa Párvati fue a la casa de Shivá, su esposo y se unió a él. Por esta conmemoración, ese día se celebra como Teej en toda la India, especialmente en el Rajastán. 
Como el mes de Shraavana (Shravan o Saawan) cae durante la época del monzón, marca también la estación de las lluvias, dando la bienvenida al dios de la lluvia, Indra y celebrando también el agua tan necesaria al paisaje reseco que llega a volverse, rejuvenecido, fértil y verde, por lo que al Teej Shraavana también se le llama Hariyali Teej (Teej Verde).

## India
En la India, la fiesta Teej, además de en Rajastán, también se celebra fundamentalmente, en Andhra Pradesh, Haryana, Punjab, Bihar y Uttar Pradesh. Al caer en el tercer día después de la luna nueva del mes de Shraavana del calendario hindú, se corresponde, depende de los años, con finales de julio o principios de agosto. Dedicado a la diosa Párvati, en su unión con su marido, la fiesta se celebra por la felicidad conyugal, el bienestar del esposo e hijos y la purificación del propio cuerpo y el alma. Las mujeres solteras se someten a un ayuno para pedir por un buen marido. La fiesta, que dura dos o tres días combina suntuosas procesiones y desfiles, participando la imagen de la diosa.
Durante el Teej, las mujeres son lo más importante, consiguen regalos, ropa nueva y ornamentos de los mayores de cada familia y las casadas lo obtienen de su suegra. Un día antes del Teej, que es llamado "Sindhare", las mujeres se aplican mehndi en las manos y se ponen ropa nueva. Se considera buena suerte usar ropa de colores verdes y brazaletes verdes en este día como símbolo de agradecimiento al dios Indra, que ha traído la fertilidad a su alrededor.

## Nepal

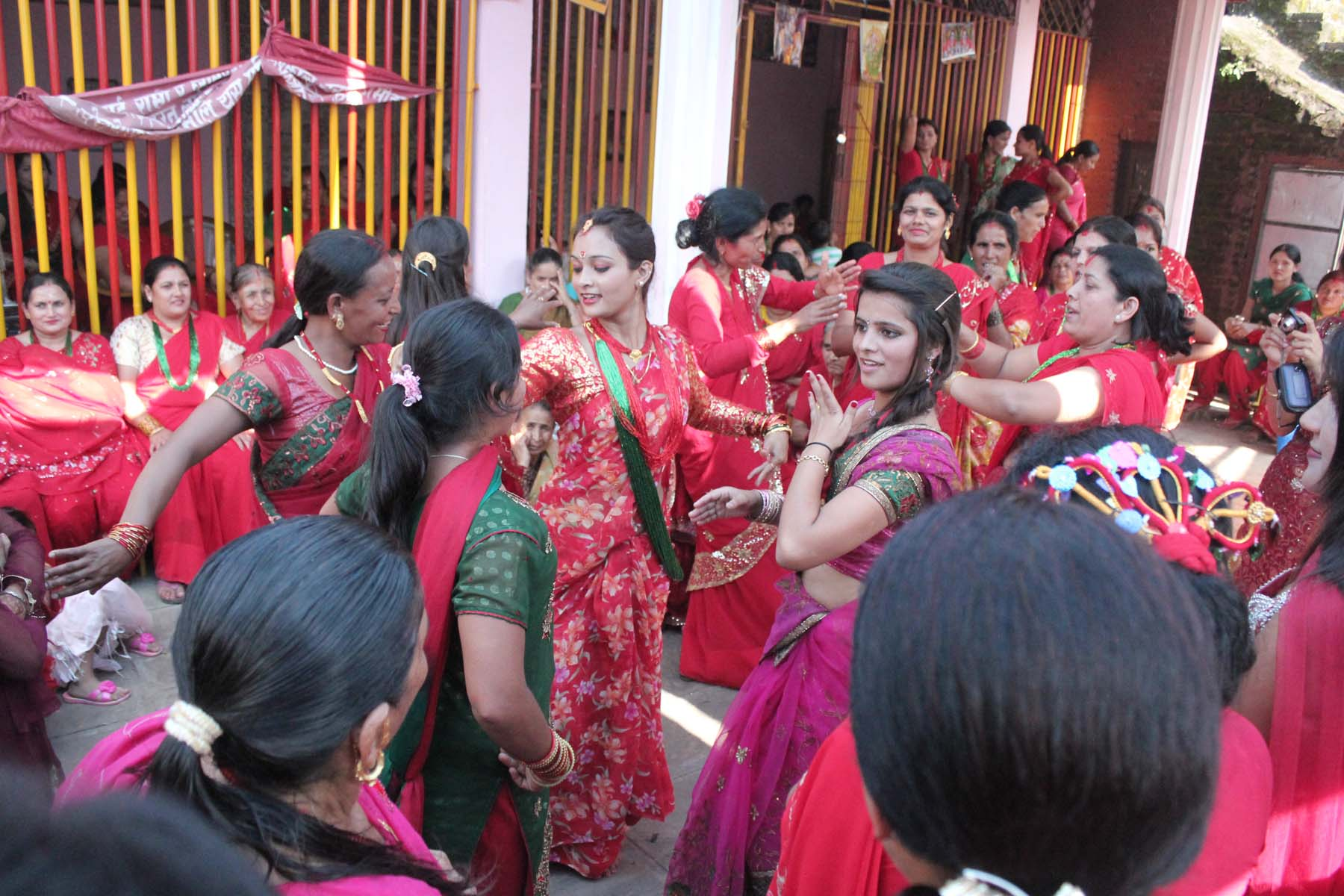
Mujeres nepalesas danzando en la fiesta Teej.

En el primer día del Teej, llamado Dar Khane Din, las mujeres, casadas y solteras, principalmente de etnia Khas, se reúnen en un lugar, con sus mejores atuendos y empiezan a bailar y cantar canciones devocionales. En medio de todo esto, se desarrolla la gran fiesta, continuando, a menudo, hasta la medianoche, después de lo cual comienza la fiesta de 24 horas.
El segundo día es el día del ayuno. Algunas mujeres no prueban ni un bocado de comida ni agua, mientras que otras toman líquidos y fruta. En este día, visten alegremente y visitan un cercano templo de Sivá cantando y bailando por el camino. El Templo Pashupatinath es el que consigue el mayor número de devotas. En el templo, las mujeres circunvalan el lingam de Sivá, el símbolo del dios, ofrendando flores, dulces y monedas. La principal puya se lleva a cabo mediante ofrendas de flores, frutas, etc., a Sivá y Párvati, suplicándoles que les concedan su bendición sobre cada marido y familia. La parte más importante de la puya es la lámpara de aceite que debe estar encendida durante toda la noche.
El tercer día de la fiesta es el Rishi Panchami. Tras la finalización de la puya del día anterior, las mujeres rinden homenaje a varias deidades y se bañan con barro rojo que se encuentra en las raíces del arbusto sagrado datiwan, junto con sus hojas. Este acto de purificación es el ritual final del Teej, después de lo cual se considera que las mujeres han sido absueltas de todos sus pecados. Los últimos años han sido testigos de una alteración en los rituales, especialmente en relación con la gravedad de los mismos, pero su esencia sigue siendo la misma.
El Teej se celebra justo antes del primer día del Ganesh Chaturthi. Las mujeres hacen ayuno nirjala de 24 horas (sin agua ni fruta) por el bienestar de su marido y de su vida de casados. Las solteras oran para conseguir un buen marido.